# Galectin-2
Galectin-2‏ (Galectin 2) هوَ بروتين يُشَفر بواسطة جين Galectin-2 في الإنسان.